# Félix Balyu
Félix Balyu (Bruges, 5 agosto 1891 – 15 gennaio 1971) è stato un calciatore belga, di ruolo attaccante.